# UFC on ESPN: Dolidze vs. Hernandez
UFC on ESPN: Dolidze vs. Hernandez (también conocido como UFC on ESPN 72 y UFC Vegas 109) fue un evento de artes marciales mixtas producido por Ultimate Fighting Championship que se llevó a cabo el 9 de agosto de 2025 en el UFC Apex de Enterpise, Nevada, parte del Valle de Las Vegas, Estados Unidos.

## Antecedentes
Una pelea de peso mediano entre Roman Dolidze y el excampeón de peso mediano de LFA, Anthony Hernández, está programada para encabezar este evento. Inicialmente, estaban programados para competir en UFC 302 en junio de 2024, pero Hernández se vio obligado a abandonar la pelea debido a un ligamento roto en la mano.
Se esperaba que se llevara a cabo en este evento una pelea de peso gallo femenino entre Mayra Bueno Silva y Joselyne Edwards. Sin embargo, Bueno Silva se retiró debido a razones no reveladas y fue reemplazada por Priscila Cachoeira.

## Bonificaciones
Los siguientes peleadores recibieron bonificaciones de 50.000 dólares.
- Pelea de la Noche:
- Actuación de la Noche: